# 新兴街道 (嘉兴市)
新兴街道是中华人民共和国浙江省嘉兴市南湖区下辖的一个街道办事处。

## 行政区划
新兴街道下辖以下村级行政区划单位：
西丽社区、明月社区、秀运社区、运南社区、文昌社区、城南社区、真合社区、王安社区和松鹤社区。